# Santu Mofokeng
Santu Mofokeng, conocido profesionalmente con el alias de Mofokengâ (Johannesburgo, 1956-26 de enero de 2020) fue un fotoperiodista sudafricano. Mofokeng fue miembro del colectivo Afrapix y ganó el Premio Príncipe Claus.

## Biografía
Mofokeng nació en 1956 en Soweto, Johannesburgo. Durante su adolescencia, comenzó su carrera como fotógrafo callejero, trabajó como asistente en un cuarto oscuro y luego se convirtió en fotógrafo de noticias. Posteriormente, se unió al colectivo Afrapix. En sus inicios documentó principalmente la lucha contra el apartheid en Sudáfrica. Su amistad con los fotógrafos David Goldblatt y Jürgen Schadeberg, y su participación en Afrapix, culminaron en Mofokeng con el ensayo fotográfico Train Church 1986, donde muestra a los viajeros de la línea de autobuses Johannesburgo-Soweto, comprometidos con el culto religioso, bajo un estilo sobrio, austero, pero al mismo tiempo lírico. Otras obras, realizadas en Alemania, tratan de la memoria de los campos de concentración.
Después de empezar con la fotografía callejera y de noticias, se especializó en paisajes. Presenta sus imágenes en relación con la propiedad, el poder, los efectos ecológicos y la memoria, pero evitó una expresión política abierta. Su trabajo muestra su profunda preocupación por la condición del medio ambiente a principios del siglo XXI. En su trabajo Climate Change 2007, mantuvo la tensión entre un imperturbable análisis y su fe en el resultado útil que ofrece el discurso fotográfico.
Padecía una parálisis supranuclear progresiva, también conocido como síndrome Steele-Richardson-Olszewsky, una enfermedad rara degenerativa. Falleció en su domicilio a los sesenta y tres años el 26 de enero de 2020, la noticia fue hecha pública el lunes 27 de enero a través de un comunicado.

## Premios
- Premio Ernest Cole (1991)[1]